# Burg (château fort)
Pour les articles homonymes, voir Burg.
 (signalé en mai 2025).
Si vous disposez d'ouvrages ou d'articles de référence ou si vous connaissez des sites web de qualité traitant du thème abordé ici, merci de compléter l'article en donnant les références utiles à sa vérifiabilité et en les liant à la section « Notes et références ».
- Archive Wikiwix
- Bing
- Cairn
- DuckDuckGo
- E. Universalis
- Gallica
- Google
- G. Books
- G. News
- G. Scholar
- Persée
- Qwant
- (zh) Baidu
- (ru) Yandex
- (wd) trouver des œuvres sur Wikidata

Un burg (château fort) est un mot allemand désignant donc un château fort. Le terme fut très à la mode, même en langue française, à l'époque romantique pour désigner en particulier des châteaux en ruines, alors très prisés.

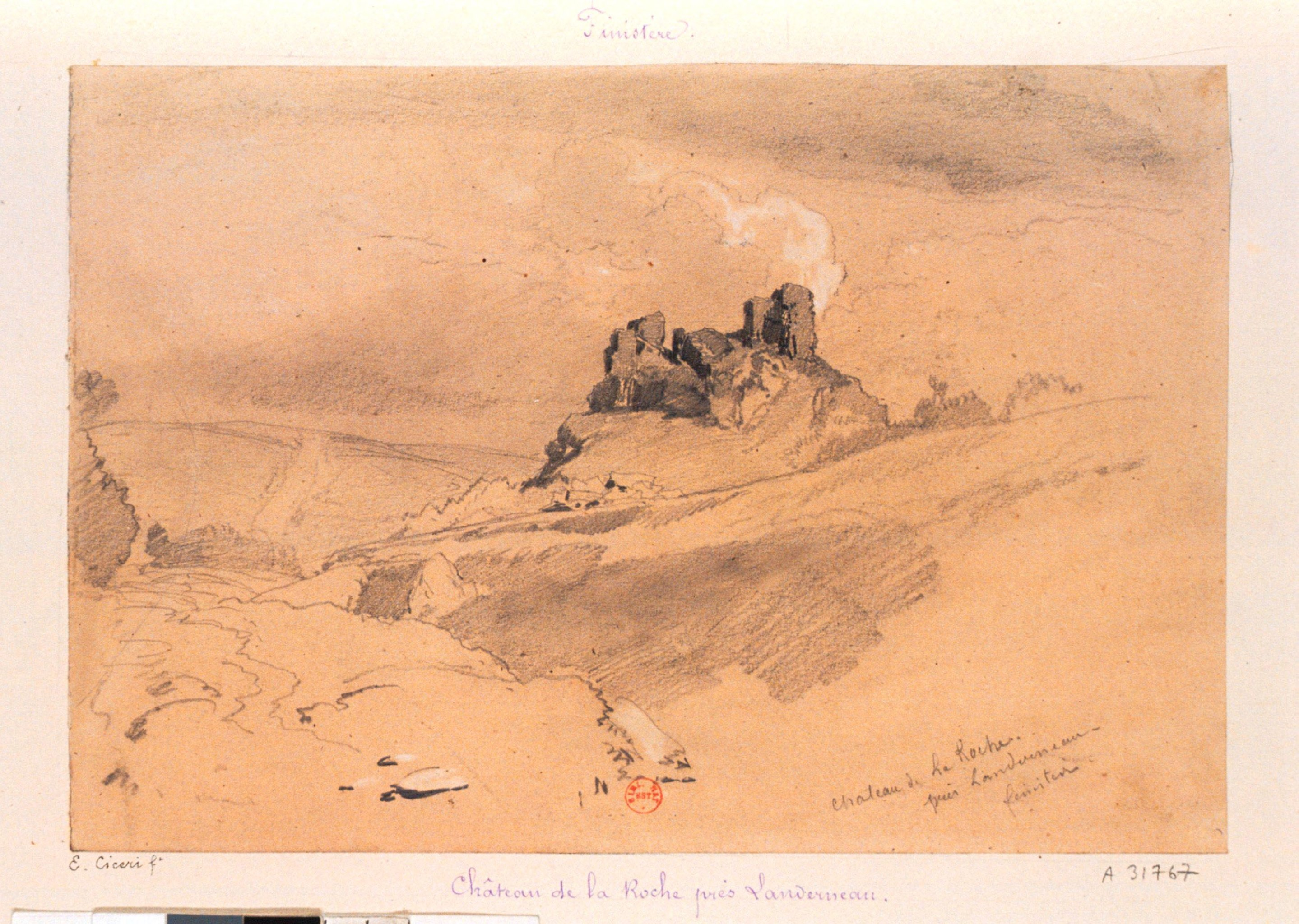
La Roche-Maurice : dessin d'un burg (château fort) romantique